# جوليان ألين
جوليان ألين (بالإنجليزية: Julian Allen)‏ هو رسام توضيحي بريطاني، ولد في 1942 في كامبريدج في المملكة المتحدة، وتوفي في 1998 في بالتيمور في الولايات المتحدة.